# チェッキーノ
チェッキーノ（伊：Cecchino）は、日本の競走馬。主な勝ち鞍は2016年のフローラステークス(GII)。馬名の由来は「イタリア語で『射撃の達人』の意」。
全兄に2012年の東京スポーツ杯2歳ステークス(GIII)、札幌2歳ステークス(GIII)を勝ったコディーノがいる。

## 戦績

### デビュー前
2014年2月8日、北海道安平町のノーザンファームで誕生。一口馬主法人「サンデーサラブレッドクラブ」より総額4,000万円（1口100万円×40口）で募集された。

### 2歳（2015年）
11月15日の新馬戦でデビューし、2着となる。2戦目の未勝利戦では柴山雄一が騎乗し、初勝利を挙げる。

### 3歳（2016年）～4歳（2017年）
アネモネステークス(OP)を快勝するが、レース後の疲れが抜けず、優先出走権を得た桜花賞(GI)は回避する。クリストフ・ルメールと初コンビを組んだフローラステークス(GII)では不利な大外枠からの発走となるが、力の違いを見せつけて3馬身差で圧勝する。勝ち時計はレース史上初めて2分の壁を破る1分59秒7だった。
優駿牝馬(GI)では戸崎圭太に乗り替わり、シンハライトに次ぐ2番人気に支持される。中団後方から4コーナーで大外に持ち出して追い出されるが、馬群の間を突いだシンハライトに僅かに及ばず、クビ差の2着となった。
引き続き鞍上・戸崎でクイーンステークス(GIII)に向かう予定で調整されていたが、レース2日前に左前浅屈腱炎を発症し、長期の休養に入った。

### 5歳（2018年）
6月17日の米子ステークス(OP)で2年ぶりの戦列復帰。長期休養明けながら2番人気に支持されたが、前走比プラス38キロという馬体重が示すように本調子には至っておらず、7着に敗れた。復帰2戦目の関屋記念でも7着に終わり、8月16日に屈腱炎の再発が判明して現役引退が決まった。8月24日付で競走馬登録を抹消、引退後はノーザンファームで繁殖牝馬となる。

## 競走成績
以下の内容は、netkeiba.comの情報に基づく。
| 競走日     | 競馬場 | 競走名    | 格   | 距離（馬場）  | 頭 数 | 枠 番 | 馬 番 | オッズ （人気） | 着順 | タイム （上がり3F） | 着差 | 騎手        | 斤量 [kg] | 1着馬（2着馬）       | 馬体重 [kg] |
| ---------- | ------ | --------- | ---- | ------------- | ----- | ----- | ----- | --------------- | ---- | ------------------- | ---- | ----------- | --------- | -------------------- | ----------- |
| 2015.11.15 | 東京   | 2歳新馬   |      | 芝1400m（重） | 18    | 7     | 13    | 002.90（2人）   | 02着 | R1:50.0（35.9）     | -0.3 | 0北村宏司   | 54        | ドーヴァー           | 452         |
| 0000.12.06 | 中山   | 2歳未勝利 |      | 芝1600m（良） | 16    | 1     | 2     | 001.70（1人）   | 01着 | R1:35.2（35.1）     | -0.2 | 0柴山雄一   | 54        | （ファータグリーン） | 456         |
| 2016.03.12 | 中山   | アネモネS | OP   | 芝1600m（良） | 16    | 6     | 11    | 006.50（3人）   | 01着 | R1:35.5（35.2）     | -0.2 | 0柴山雄一   | 54        | （アッラサルーテ）   | 462         |
| 0000.04.24 | 東京   | フローラS | GII  | 芝2000m（良） | 18    | 8     | 18    | 005.70（3人）   | 01着 | R1:59.7（34.6）     | -0.5 | 0C.ルメール | 54        | （パールコード）     | 464         |
| 0000.05.22 | 東京   | 優駿牝馬  | GI   | 芝2400m（良） | 18    | 7     | 13    | 004.00（2人）   | 02着 | R2:25.0（33.5）     | -0.0 | 0戸崎圭太   | 55        | シンハライト         | 462         |
| 2018.06.17 | 阪神   | 米子S     | OP   | 芝1600m（良） | 12    | 3     | 3     | 004.10（2人）   | 07着 | R1:33.1（34.8）     | -1.2 | 0杉原誠人   | 55        | ベステンダンク       | 500         |
| 0000.08.12 | 新潟   | 関屋記念  | GIII | 芝1600m（良） | 15    | 5     | 9     | 018.90（9人）   | 07着 | R1:32.5（34.0）     | -0.9 | 0杉原誠人   | 54        | プリモシーン         | 486         |

## 繁殖成績
|       | 馬名               | 生年   | 性    | 毛色 | 父                       | 馬主                     | 厩舎           | 戦績                 | 主な勝ち鞍                                             | 出典   |
| ----- | ------------------ | ------ | ----- | ---- | ------------------------ | ------------------------ | -------------- | -------------------- | ------------------------------------------------------ | ------ |
| 初仔  | ノッキングポイント | 2020年 | 牡    | 栗毛 | モーリス                 | （有）サンデーレーシング | 美浦・木村哲也 | 11戦3勝（引退→乗馬） | 2023年新潟記念（GIII）                                 | [ 12 ] |
| 2番仔 | チェルヴィニア     | 2021年 | 牝    | 鹿毛 | ハービンジャー           | （有）サンデーレーシング | 美浦・木村哲也 | 10戦4勝（現役）      | 2024年優駿牝馬、秋華賞（GI） 2023年アルテミスS（GIII） | [ 13 ] |
| 3番仔 | アルレッキーノ     | 2022年 | 牡→騸 | 鹿毛 | ブリックスアンドモルタル | （有）サンデーレーシング | 美浦・国枝栄   | 5戦1勝（現役）       |                                                        | [ 14 ] |
| 4番仔 | チェルヴァーラ     | 2023年 | 牡    | 栗毛 | エピファネイア           | （有）サンデーレーシング | 栗東・松下武士 | 1戦0勝（現役）       |                                                        | [ 15 ] |
| 5番仔 |                    | 2024年 | 牡    | 鹿毛 | エフフォーリア           |                          |                |                      |                                                        | [ 16 ] |

- 2025年8月8日現在

## 血統表
| チェッキーノの血統            | チェッキーノの血統                    | チェッキーノの血統        | （血統表の出典）          | （血統表の出典）  |
| 父系                          | キングマンボ系                        | キングマンボ系            | キングマンボ系            | [ § 2 ]           |
| 父 キングカメハメハ 2001 鹿毛 | 父の父Kingmambo 1990 鹿毛             | Mr. Prospector            | Raise a Native            | Raise a Native    |
| 父 キングカメハメハ 2001 鹿毛 | 父の父Kingmambo 1990 鹿毛             | Mr. Prospector            | Gold Digger               |                   |
| 父 キングカメハメハ 2001 鹿毛 | 父の父Kingmambo 1990 鹿毛             | Miesque                   | Nureyev                   | Nureyev           |
| 父 キングカメハメハ 2001 鹿毛 | 父の父Kingmambo 1990 鹿毛             | Miesque                   | Pasadoble                 |                   |
| 父 キングカメハメハ 2001 鹿毛 | 父の母*マンファス 1991 黒鹿毛         | *ラストタイクーン         | *トライマイベスト         | *トライマイベスト |
| 父 キングカメハメハ 2001 鹿毛 | 父の母*マンファス 1991 黒鹿毛         | *ラストタイクーン         | Mill Princess             |                   |
| 父 キングカメハメハ 2001 鹿毛 | 父の母*マンファス 1991 黒鹿毛         | Pilot Bird                | Blakeney                  | Blakeney          |
| 父 キングカメハメハ 2001 鹿毛 | 父の母*マンファス 1991 黒鹿毛         | Pilot Bird                | The Dancer                |                   |
| 母 ハッピーパス 1998 鹿毛     | 母の父*サンデーサイレンス 1986 青鹿毛 | Halo                      | Hail to Reason            | Hail to Reason    |
| 母 ハッピーパス 1998 鹿毛     | 母の父*サンデーサイレンス 1986 青鹿毛 | Halo                      | Cosmah                    |                   |
| 母 ハッピーパス 1998 鹿毛     | 母の父*サンデーサイレンス 1986 青鹿毛 | Wishing Well              | Understanding             | Understanding     |
| 母 ハッピーパス 1998 鹿毛     | 母の父*サンデーサイレンス 1986 青鹿毛 | Wishing Well              | Mountain Flower           |                   |
| 母 ハッピーパス 1998 鹿毛     | 母の母*ハッピートレイルズ 1984 鹿毛   | *ポッセ                   | Forli                     | Forli             |
| 母 ハッピーパス 1998 鹿毛     | 母の母*ハッピートレイルズ 1984 鹿毛   | *ポッセ                   | In Hot Pursuit            |                   |
| 母 ハッピーパス 1998 鹿毛     | 母の母*ハッピートレイルズ 1984 鹿毛   | *ロイコン                 | High Top                  | High Top          |
| 母 ハッピーパス 1998 鹿毛     | 母の母*ハッピートレイルズ 1984 鹿毛   | *ロイコン                 | Madelon                   |                   |
| 母系(F-No.)                   | (FN:4-d)                              | (FN:4-d)                  | (FN:4-d)                  | [ § 3 ]           |
| 5代内の近親交配               | Northern Dancer5×5＝6.25%             | Northern Dancer5×5＝6.25% | Northern Dancer5×5＝6.25% | [ § 4 ]           |
| 出典                          | 1. 2. 3. 4.                           | 1. 2. 3. 4.               | 1. 2. 3. 4.               | 1. 2. 3. 4.       |

- 母ハッピーパスは2003年の京都牝馬ステークス(GIII)勝ち馬で、その半姉にシンコウラブリイ（マイルチャンピオンシップなど）、半兄にタイキマーシャル（エプソムカップ）がいる。その他近親に活躍馬多数[19]。